# Pałac w Trzebicku
Pałac w Trzebicku – wybudowany w XVIII w. w Trzebicku.

## Położenie
Pałac położony jest we wsi w Polsce, w północno-wschodniej części województwa dolnośląskiego, w powiecie milickim, w gminie Cieszków.

## Historia
Obiekt jest częścią zespołu pałacowego, w skład którego wchodzą jeszcze: park; folwark: oficyna nr 15 z 1866 r.; oficyna nr 20 z początku XX w.; zabudowania gospodarcze z początku XX w. Pałac był przebudowany w XIX w. w stylu klasycystycznym.